# Urkan (Zeja, jobb part)
Az Urkan (oroszul: Уркан) folyó Oroszország ázsiai részén, a Zeja középső szakaszának jobb oldali mellékfolyója.
A Zejának két Urkan nevű mellékfolyója van, a másik mellékfolyó a bal oldali Urkan, mely a Zejai-víztározóba ömlik. 

## Földrajz
Hossza: 304 km, vízgyűjtő területe: 16 200 km², évi közepes vízhozama (a torkolattól 46 km-re): 109 m³/s.
A Tukuringra-hegység nyugati részén eredő két folyó, a Kis- és a Nagy-Urkan összefolyásával keletkezik és jellemzően délkeleti irányba folyik. A folyó egy 68 km hosszú szakaszának jobb parti vidéke a „Magdagacsi” természetvédelmi terület része, jellemzően 330-370 m tengerszint feletti magasságban fekvő erdős-dombos vidék. A Zejai-víztározó és a Szelemdzsa torkolata közötti középső szakaszon ömlik a Zejába, 558 km-re annak torkolatától.
Október közepén befagy és május elejéig jég alatt van.
Bal oldali jelentősebb mellékfolyója a Tinda (146 km) és az Irmakit (88 km). Utóbbi vízgyűjtőjének egy része szintén természetvédelmi terület.